# Strzelcew
Strzelcew – wieś w Polsce położona w województwie łódzkim, w powiecie łowickim, w gminie Łowicz.
| SIMC    | Nazwa     | Rodzaj    |
| ------- | --------- | --------- |
| 0730483 | Trzcianka | część wsi |

Wieś duchowna Strzelczów położona była w drugiej połowie XVI wieku w powiecie gąbińskim ziemi gostynińskiej województwa rawskiego. Strzelczew był wsią klucza łowickiego arcybiskupów gnieźnieńskich, od 1732 roku własność łowickiej kapituły kolegiackiej. W latach 1975–1998 miejscowość administracyjnie należała do województwa skierniewickiego.